# Niels Eriksen (lærer)
Niels Eriksen (født i 1968) er en dansk politiker (Folkebevægelsen mod EU) samt cand. mag. i samfundsfag og historie og tidl. gymnasielærer.

## Politiske hverv
- Medlem af forretningsudvalget i Folkebevægelsen mod EU.
- Kandidat til Europa-Parlamentet i 2004.

## Erhverv
- Arbejdede i Bruxelles i to år som medarbejder for Folkebevælgelsens gruppe i EU-Parlamentet.
- Tidligere politisk sagsbehandler på Folkebevægelsens sekretariat i København.
- Lærer på Det frie Gymnasium.

|  | Artiklen om politikeren Niels Eriksen (lærer) kan blive bedre, hvis der indsættes et (bedre) billede. Du kan hjælpe ved at afsøge Wikimedia Commons for et passende billede eller uploade et godt billede til Wikimedia Commons iht. de tilladte licenser og indsætte det i artiklen. |